# Nacaduba platissa
Nacaduba platissa är en fjärilsart som beskrevs av Herrich-Schäffer 1869. Nacaduba platissa ingår i släktet Nacaduba och familjen juvelvingar. Inga underarter finns listade i Catalogue of Life.